# Bernard de Farges
Pour les articles homonymes, voir Farges.

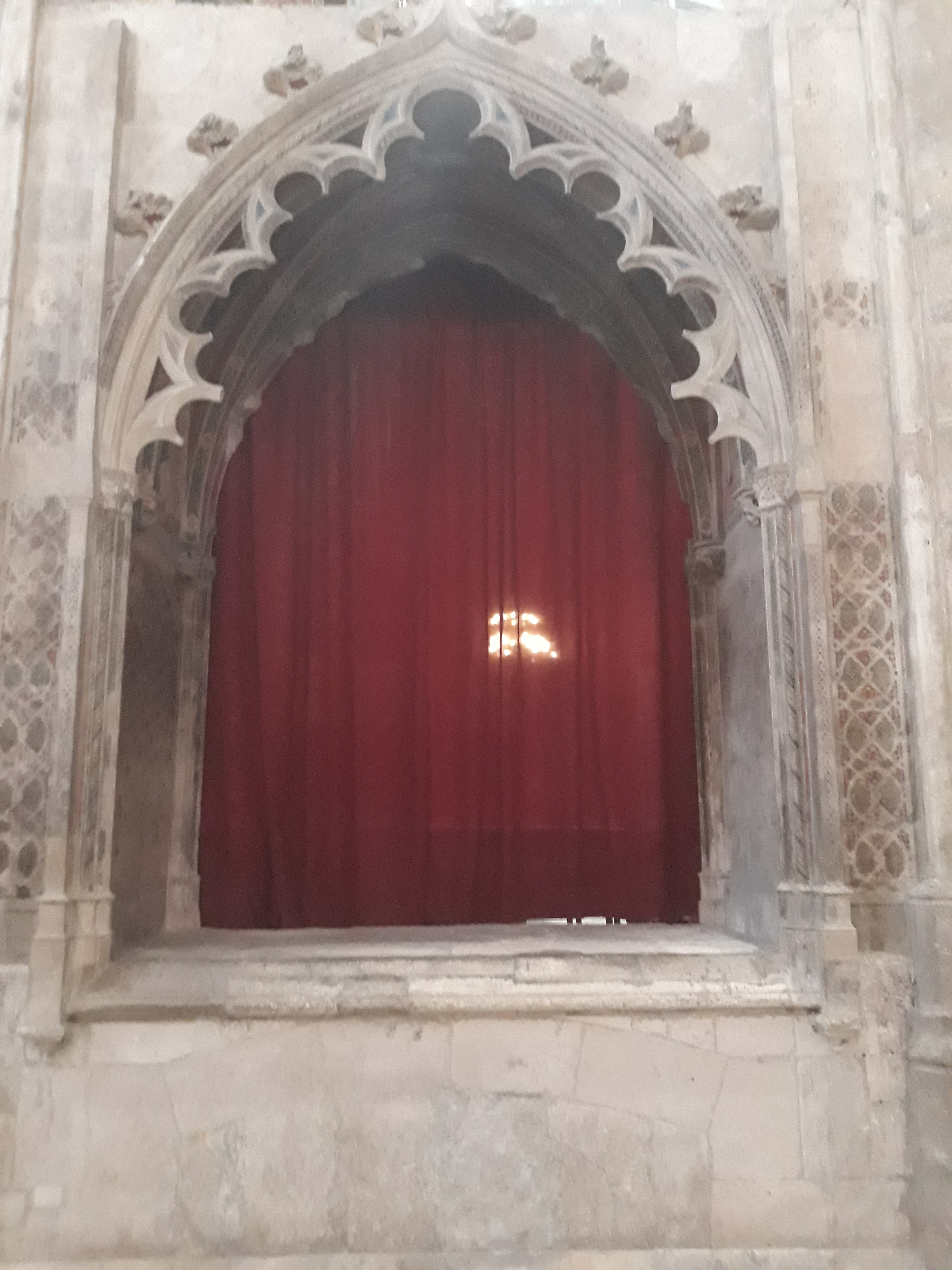
Tombeau de Bernard de Farges dans la Cathédrale Saint-Juste et Saint-Pasteur de Narbonne.

Bernard de Farges ou de Fargis est un évêque catholique français, archevêque de Rouen de 1306 au 15 mai 1311.

## Famille
Bernard est le fils de Raymond de Fargis, chevalier et seigneur de Clermont-Lodève, et de Mathilde, une sœur du Pape Clément V. Grâce à la relation familiale, ses frères, tout comme lui, ont occupé une position ecclésiastique:
- Raymond-Guilhem de Fargues, cardinal;
- Amanieu de Fargis, évêque d'Agen;
- Béraud de Farges, évêque d'Albi, cardinal.

## Biographie
Archidiacre de Beauvais, il succède en février 1306 à son grand-oncle Bertrand de Got au siège épiscopal d'Agen. Il est nommé le 4 juin de la même année à l'archevêché de Rouen. Il dispose en raison de son jeune âge d'une bulle de dispense. En 1308, Clément V le convoque pour venir assister au concile de Vienne. Il participe au procès des Templiers en présidant le concile de Pont-de-l'Arche en 1310. 
Le 15 mai 1311, il est nommé archevêque de Narbonne, et permute avec Gilles Aycelin de Montaigu. Il fonde en 1317 le Collège de Narbonne à Paris, destiné à accueillir neuf écoliers boursiers de son diocèse. Il serait aussi à l'origine de la collégiale Saint-Étienne de Capestang en 1330, et il embellit le palais archiépiscopal (château de Capestang), notamment la salle haute. En 1321, après procès, il fait brûler au château de Villerouge-Termenès Guilhem Bélibaste, dernier Parfait cathare connu.
Il meurt en juillet 1341 et la cathédrale de Narbonne renferme depuis son tombeau, sous une arcature entre deux des piliers du chœur.

## Héraldique
Selon les peintures présentes dans le château de Capestang, ses armes sont : parti : en 1, coupé de croix pattée de gueules sur fond argent et pot de sable sur fond or ; en 2, trois fasces de gueules sur fond or.
Toutefois selon Jules Thieury, ses armes seraient : parti : au 1, d'or à trois fasces de gueules ; au 2, d'argent.